# 이방초등학교 현창분교
이방초등학교 현창분교는 경상남도 창녕군 이방면 이남새길 6-14 (현창리)에 있었던 분교이다.

## 연혁
- 1960년 1월 31일 이방국민학교 현창분실 개설
- 1965년 12월 2일 이방국민학교 현창분교장 승격
- 1970년 3월 1일 현창국민학교 승격
- 1986년 3월 5일 병설유치원 개원
- 1994년 3월 1일 이방국민학교 현창분교장
- 1999년 3월 1일 이방초등학교로 통합